# Jarnskegge
Jarnskjegge Asbjørnsson, Arnljot Jarnskegge o Skegge (apodado barba de hierro, 945 – 998) fue un poderoso e influyente terrateniente (bóndi) vikingo de Opphaug, Noruega (siglo X) que se opuso a la cristianización de Olaf Tryggvason en el Thing (asamblea de hombres libres) local. Participó en la batalla de Hjörungavágr (986) comandando 60 naves junto a Sveinn Hákonarson y Ragnvald de Ervik contra los jomsvikings. Su carisma influenció a otros caudillos noruegos para rechazar la propuesta real y obligó al rey Olaf a imponer el cristianismo a la fuerza. Durante unas festividades, el rey entró en el templo pagano y descabezó la figura del dios Thor con un hacha y lanzó el resto de deidades por los suelos, mientras en el exterior asesinaban a Jarnskegge dejando a la comunidad sin un líder que encabezase la oposición y amenazados por dos opciones: o bautizarse, o luchar a muerte. Nadie se opuso y todos fueron bautizados; el rey Olaf tomó rehenes como era habitual en su proceder para asegurarse la lealtad del pueblo.

## El patriarca Asbjörn
El padre de Jarnskegge era Asbjørn auðga de Sør-Trøndelag. Heimskringla es ambigua con su figura política, y en algunas secciones se interpreta que era hermano de sus propios hijos, lo que induce a pensar que pudo tener un hijo con el mismo nombre, pero es una conjetura de los historiadores. Los otros dos hijos conocidos de Asbjörn estaban vinculados a poderosas familias del norte:
- Reidar Asbjörnsson (n. 902), padre de Styrkar Reidarson, a su vez padre de Eindride Styrkarsson (n. 950) que fue padre de Einar Tambarskjelve.[5]
- Alof Asbjörnsdatter (910 - 965), esposa del hersir Klypp Thordsson de Giskeätten.[6][7]

## Herencia
Jarnskjegge estaba casado con Ingebjörg Håkonsdatter, una hija del jarl de Lade, Håkon Sigurdsson, y fruto de ese matrimonio nacieron dos hijos:
- Gudrun (n. 965), Olaf intentó compensar la muerte del caudillo Jarnskegge casándose con su hija Gudrun; durante la primera noche ella intentó asesinarle con un cuchillo, pero no lo logró y escapó.[8]
- Ivar el Blanco.[9]